# Parti révolutionnaire fébrériste
Le Parti Révolutionnaire Fébrériste (Partido Revolucionario Febrerista) est un parti politique paraguayen membre de l'Internationale socialiste. Il doit son nom à la Révolution de février de 1936, dirigée par le colonel Rafael Franco. Il a été officiellement fondé le 11 décembre 1951 à Buenos Aires, Argentine.